# Glypta lapponica
Glypta lapponica är en stekelart som beskrevs av Holmgren 1860. Glypta lapponica ingår i släktet Glypta och familjen brokparasitsteklar. Arten är reproducerande i Sverige. Inga underarter finns listade i Catalogue of Life.